# Vemmenhögs, Ljunits, Herrestads, Färs och Österlens kontrakt
Vemmenhögs, Ljunits, Herrestads, Färs och Österlens kontraktt var ett kontrakt i Lunds stift inom Svenska kyrkan. Kontraktet bildades 1 januari 2017 genom en namnändring av Vemmenhögs, Ljunits, Herrestads och Färs kontrakt som samtidigt utökades med alla församlingar från det då upplösta Österlens kontrakt. 2020 utbröts delar till Skytts och Vemmenhögs kontrakt och återstoden namnändrades till Ljunits, Herrestads, Färs och Österlens kontrakt
Kontraktskoden var 0705. 